# キャロライン・ジャン
キャロライン・"ユェンユェン"･"ジャン（キャロライン・ザン、英語: Caroline Zhang, 中国語: 张圆圆,1993年5月20日 - ）は、アメリカ合衆国マサチューセッツ州ボストン出身の女性フィギュアスケート選手。中国系アメリカ人。
2010年・2012年四大陸選手権3位、2009年全米選手権3位、2007年GPファイナル4位、2007年世界ジュニア選手権優勝、2006年JGPファイナル優勝。

## 人物
ボストン生まれ、カリフォルニア育ちの中国系アメリカ人二世。両親は武漢市出身で、姉は中国生まれである。
趣味はヴァイオリン・ピアノ・絵画・クラシックバレエ。また、大変な読書家でもあり、彼女が6年生の時の先生が、「彼女に罰を与える最もよい方法は本を取り上げることだ」とよく言っていたという逸話もある。好きな食べ物はブルーベリー。
憧れのフィギュアスケート選手はミシェル・クワンで、彼女と同じ年齢で世界ジュニア選手権の優勝を果たしたことを誇りに思っている。また、練習拠点はクワン家が所有するアイスリンクである。
2016年4月5日、グラント・ホッホスタインと婚約した。

## 経歴
5歳のころ、テレビで見たのをきっかけにフィギュアスケートを始めた。
2005-2006シーズン、12歳で全米選手権（ジュニアクラス）に初出場、8位入賞。翌2006-2007シーズン、ISUジュニアグランプリに参戦、JGPメキシコ杯、JGP台湾杯、JGPファイナルの全3戦において、SP、FSともに1位となり、完全優勝を果たした。
2007年の全米選手権のジュニアクラスでは優勝が確実視されていたものの、長洲未来に敗れて2位。世界ジュニア選手権では長洲を抑えて、初出場初優勝。このシーズンの国際大会完全制覇を達成した。

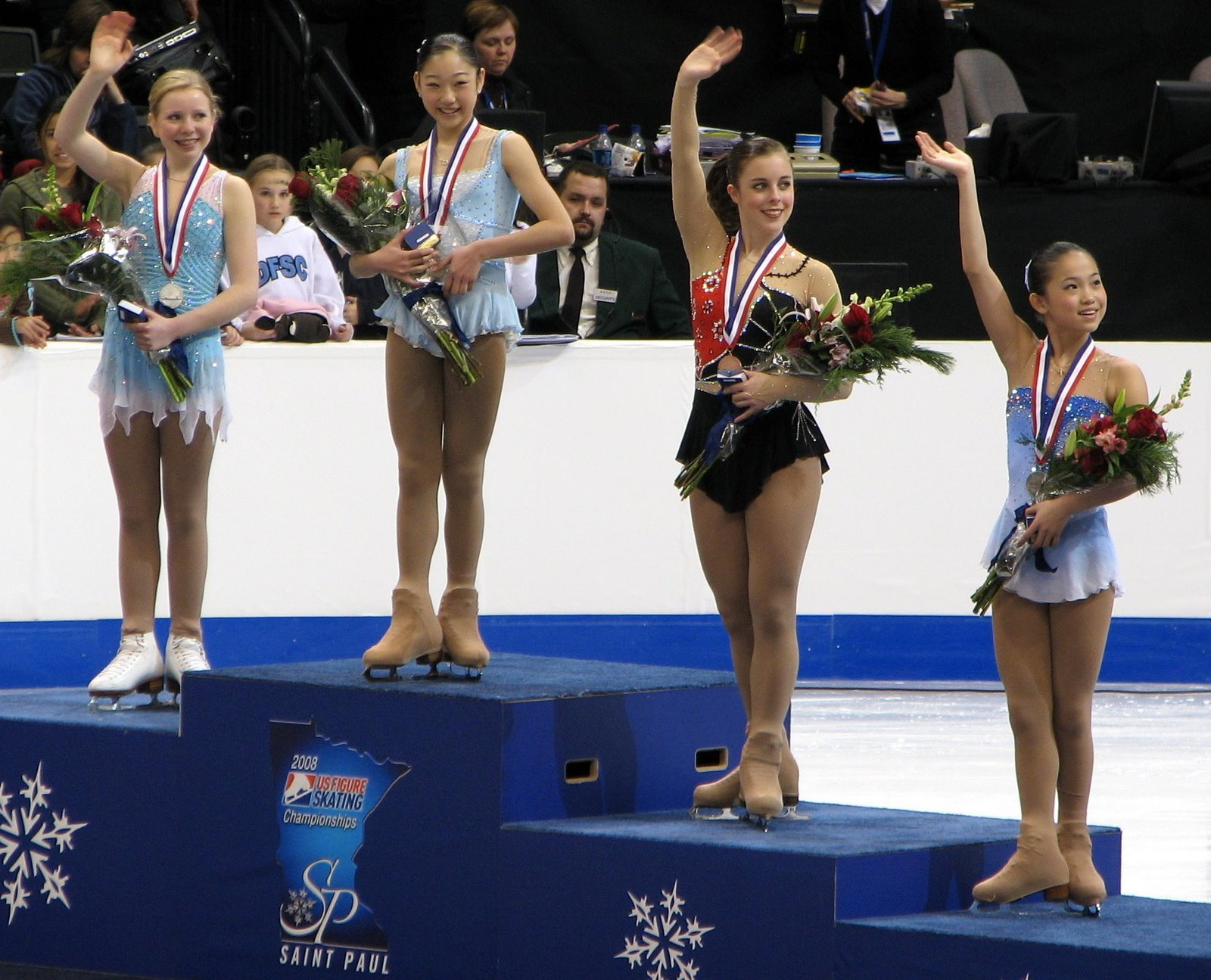
2008全米選手権の表彰式（右がキャロライン・ジャン）

2007-2008シーズンから本格的にシニア参戦。2007年10月、日米対抗フィギュア参戦のため初来日し、アメリカ女子の団体優勝に貢献、個人成績では2位。初参加のグランプリシリーズでは、初戦のスケートアメリカで3位、第2戦の中国杯では2位となり、グランプリファイナルの出場権を獲得。グランプリファイナルではSP、FSともに自己最高得点を更新し4位となった。2008年、全米選手権のシニアクラスに初出場し4位。2年連続で出場した世界ジュニア選手権では2位入賞を果たした。
2009-2010シーズン、全米選手権では11位と沈んだものの、四大陸選手権では前年から1つ順位を上げ、表彰台に上った。
2011年の1月にコーチをピーター・オペガードに変更。
2011-2012シーズン、全米選手権では3回転ループ-3回転ループのコンビネーションをSPから組み込んできて3位、FSでは4位となったものの3年ぶりに全米選手権の表彰台に上った。四大陸選手権ではFSのパーソナルベストを更新する会心の出来で、2年ぶりの銅メダルを獲得した。
2015年3月3日、先天的な股関節の欠陥と股関節インピンジメントの手術を行った。骨盤を切り離し横にずらすことによって、寛骨臼が大腿骨の骨頭を覆うように調整するものだという。怪我の回復には9ヶ月から12ヶ月を要するため、2015-2016シーズンの試合は欠場する、もしくは欠場した。

## 技術・演技
アクセルを除く5種類の3回転ジャンプを跳ぶことができ、 3回転フリップ-3回転トウループのコンビネーションジャンプも得意。しかし、本来的にトウ系ジャンプが苦手で、ルッツは踏み切りがインサイドになってしまうため、エラーエッジ判定を受けて減点されている。
驚異的な柔軟性の持ち主で、背中を大きく反らしたパールスピンと呼ばれる変形ビールマンスピンや、180度開脚してのスパイラルシークエンスが高い評価を得ている。

## 主な戦績
| 大会/年            | 2004-05 | 2005-06 | 2006-07 | 2007-08 | 2008-09 | 2009-10 | 2010-11 | 2011-12 | 2012-13 | 2013-14 | 2014-15 | 2016-17 | 2017-18 |
| ------------------ | ------- | ------- | ------- | ------- | ------- | ------- | ------- | ------- | ------- | ------- | ------- | ------- | ------- |
| 四大陸選手権       |         |         |         |         | 4       | 3       |         | 3       |         |         |         |         |         |
| 世界国別対抗戦     |         |         |         |         | T1 / P3 |         |         |         |         |         |         |         |         |
| 全米選手権         | 4 N     | 8 J     | 2 J     | 4       | 3       | 11      | 12      | 4       | 11      | 19      | 17      | 5       |         |
| GPファイナル       |         |         |         | 4       |         |         |         |         |         |         |         |         |         |
| GPスケートアメリカ |         |         |         | 3       |         |         | 9       | 6       |         | 10      |         |         |         |
| GPロステレコム杯   |         |         |         |         |         |         |         |         | 10      |         |         |         |         |
| GPスケートカナダ   |         |         |         |         | 5       | 8       |         |         | 9       |         |         |         |         |
| GP NHK杯           |         |         |         |         |         |         | 7       |         |         |         |         |         |         |
| GPエリック杯       |         |         |         |         | 3       | 4       |         |         |         |         |         |         |         |
| GP中国杯           |         |         |         | 2       |         |         |         |         |         |         |         |         |         |
| CSネペラ杯         |         |         |         |         |         |         |         |         |         |         |         |         | 6       |
| CSタリントロフィー |         |         |         |         |         |         |         |         |         |         |         |         | 4       |
| ネーベルホルン杯   |         |         |         |         |         |         |         |         | 12      |         |         |         |         |
| アイスチャレンジ   |         |         |         |         |         |         |         | 1       |         |         |         |         |         |
| チャレンジカップ   |         |         |         |         |         |         |         |         |         |         |         | 2       |         |
| 世界Jr.選手権      |         |         | 1       | 2       | 2       |         |         |         |         |         |         |         |         |
| JGPファイナル      |         |         | 1       |         |         |         |         |         |         |         |         |         |         |
| JGP台湾杯          |         |         | 1       |         |         |         |         |         |         |         |         |         |         |
| JGPメキシコ杯      |         |         | 1       |         |         |         |         |         |         |         |         |         |         |
| PCセクショナル     | 4 N     | 3 J     |         |         |         |         |         |         |         |         |         |         |         |
| SWPリージョナル    | 2 N     | 2 J     |         |         |         |         |         |         |         |         |         |         |         |

- N = ノービスクラス
- J = ジュニアクラス

### 詳細
| 2017-2018 シーズン    |                                                                       |         |          |          |
| 開催日                | 大会名                                                                | SP      | FS       | 結果     |
| 2017年11月20日 - 26日 | ISUチャレンジャーシリーズ タリントロフィー（タリン）                  | 6 56.35 | 3 114.47 | 4 170.82 |
| 2017年9月21日 - 23日  | ISUチャレンジャーシリーズオンドレイネペラトロフィー（ブラチスラヴァ） | 7 53.48 | 6 114.47 | 6 167.95 |

| 2016-2017 シーズン   |                                                |         |          |          |
| 開催日               | 大会名                                         | SP      | FS       | 結果     |
| 2017年1月14日 - 22日 | 全米フィギュアスケート選手権（カンザスシティ） | 7 62.55 | 5 120.27 | 5 182.82 |

| 2014-2015 シーズン   |                                                |          |          |           |
| 開催日               | 大会名                                         | SP       | FS       | 結果      |
| 2015年1月17日 - 25日 | 全米フィギュアスケート選手権（グリーンズボロ） | 13 55.40 | 19 88.60 | 17 144.00 |

| 2013-2014 シーズン    |                                                      |          |          |           |
| 開催日                | 大会名                                               | SP       | FS       | 結果      |
| 2014年1月5日 - 12日   | 全米フィギュアスケート選手権（ボストン）             | 19 47.87 | 18 85.19 | 19 133.06 |
| 2013年10月18日 - 20日 | ISUグランプリシリーズ スケートアメリカ（デトロイト） | 10 45.76 | 10 64.36 | 10 110.12 |

| 2012-2013 シーズン    |                                                    |          |           |           |
| 開催日                | 大会名                                             | SP       | FS        | 結果      |
| 2013年1月20日 - 27日  | 全米フィギュアスケート選手権（オマハ）             | 12 49.99 | 11 111.90 | 11 161.89 |
| 2012年11月9日 - 11日  | ISUグランプリシリーズ ロステレコム杯（モスクワ）   | 10 46.15 | 10 92.06  | 10 138.21 |
| 2012年10月26日 - 28日 | ISUグランプリシリーズ スケートカナダ（ウィンザー） | 8 52.97  | 8 96.90   | 9 149.87  |
| 2012年9月27日 - 29日  | 2012年ネーベルホルン杯（オーベルストドルフ）       | 10 45.43 | 12 78.70  | 12 124.13 |

| 2011-2012 シーズン    |                                                              |         |          |          |
| 開催日                | 大会名                                                       | SP      | FS       | 結果     |
| 2012年2月9日 - 12日   | 2012年四大陸フィギュアスケート選手権（コロラドスプリングス） | 4 58.74 | 3 117.44 | 3 176.18 |
| 2012年1月22日 - 29日  | 全米フィギュアスケート選手権（サンノゼ）                     | 3 60.18 | 4 113.01 | 4 173.19 |
| 2011年11月1日 - 6日   | 2011年アイスチャレンジ（グラーツ）                           | 1 52.82 | 2 99.90  | 1 152.72 |
| 2011年10月21日 - 23日 | ISUグランプリシリーズ スケートアメリカ（オンタリオ）         | 3 55.05 | 10 85.65 | 6 140.70 |

| 2010-2011 シーズン    |                                                        |          |          |           |
| 開催日                | 大会名                                                 | SP       | FS       | 結果      |
| 2011年1月23日 - 30日  | 全米フィギュアスケート選手権（グリーンズボロ）         | 10 48.48 | 12 92.47 | 12 140.95 |
| 2010年11月12日 - 14日 | ISUグランプリシリーズ スケートアメリカ（ポートランド） | 5 50.66  | 10 81.83 | 9 132.49  |
| 2010年10月22日 - 24日 | ISUグランプリシリーズ NHK杯（名古屋）                  | 6 50.71  | 9 83.15  | 7 133.86  |

| 2009-2010 シーズン    |                                                      |          |          |           |
| 開催日                | 大会名                                               | SP       | FS       | 結果      |
| 2010年1月25日 - 31日  | 2010年四大陸フィギュアスケート選手権（全州）         | 4 55.10  | 3 105.68 | 3 160.78  |
| 2010年1月14日 - 24日  | 全米フィギュアスケート選手権（スポケーン）           | 11 49.94 | 9 88.33  | 11 138.27 |
| 2009年11月19日 - 22日 | ISUグランプリシリーズ スケートカナダ（キッチナー）   | 7 54.58  | 8 77.88  | 8 132.46  |
| 2009年10月15日 - 18日 | ISUグランプリシリーズ エリック・ボンパール杯（パリ） | 5 57.26  | 4 95.89  | 4 153.15  |

| 2008-2009 シーズン       |                                                        |          |          |          |
| 開催日                   | 大会名                                                 | SP       | FS       | 結果     |
| 2009年4月16日 - 19日     | 2009年世界フィギュアスケート国別対抗戦（東京）         | 4 58.88  | 3 116.80 | 3 175.68 |
| 2009年2月23日 - 3月1日   | 2009年世界ジュニアフィギュアスケート選手権（ソフィア） | 10 47.64 | 1 107.03 | 2 154.67 |
| 2009年2月2日 - 8日       | 2009年四大陸フィギュアスケート選手権（バンクーバー）   | 5 58.16  | 4 113.06 | 4 171.22 |
| 2009年1月18日 - 25日     | 全米フィギュアスケート選手権（クリーブランド）         | 3 58.91  | 4 112.17 | 3 171.08 |
| 2008年11月13日 - 16日    | ISUグランプリシリーズ エリック・ボンパール杯（パリ）   | 3 51.76  | 3 104.78 | 3 156.54 |
| 2008年10月30日 - 11月2日 | ISUグランプリシリーズ スケートカナダ（オタワ）         | 3 53.28  | 5 97.52  | 5 150.80 |

| 2007-2008 シーズン     |                                                        |         |          |          |
| 開催日                 | 大会名                                                 | SP      | FS       | 結果     |
| 2008年2月25日 - 3月2日 | 2008年世界ジュニアフィギュアスケート選手権（ソフィア） | 2 62.60 | 2 109.24 | 2 171.84 |
| 2008年1月20日 - 27日   | 全米フィギュアスケート選手権（セントポール）           | 7 53.49 | 4 119.67 | 4 173.16 |
| 2007年12月13日 - 16日  | 2007/2008 ISUグランプリファイナル（トリノ）            | 2 61.82 | 4 114.66 | 4 176.48 |
| 2007年11月7日 - 11日   | ISUグランプリシリーズ 中国杯（ハルビン）               | 2 58.76 | 2 97.58  | 2 156.34 |
| 2007年10月25日 - 28日  | ISUグランプリシリーズ スケートアメリカ（レディング）   | 3 56.48 | 3 96.87  | 3 153.35 |
| 2007年10月6日 - 7日    | 日米対抗フィギュアスケート競技大会2007（横浜）         | 2 56.78 | -        | 1 団体   |

| 2006-2007 シーズン     |                                                                  |         |          |          |
| 開催日                 | 大会名                                                           | SP      | FS       | 結果     |
| 2007年2月26日 - 3月4日 | 2007年世界ジュニアフィギュアスケート選手権（オーベルストドルフ） | 1 59.17 | 1 110.08 | 1 169.25 |
| 2007年1月21日 - 28日   | 全米フィギュアスケート選手権 ジュニアクラス（スポケーン）        | 2 53.87 | 2 98.01  | 2 151.88 |
| 2006年12月7日 - 10日   | 2006/3007 ISUジュニアグランプリファイナル（ソフィア）            | 1 56.28 | 1 106.40 | 1 162.68 |
| 2006年10月10日 - 14日  | ISUジュニアグランプリ 台湾杯（台北）                             | 1 57.36 | 1 105.06 | 1 162.42 |
| 2006年9月12日 - 17日   | ISUジュニアグランプリ メキシコ杯（メキシコシティ）               | 1 58.93 | 1 103.50 | 1 162.43 |

| 2005-2006 シーズン  |                                                             |         |         |          |
| 開催日              | 大会名                                                      | SP      | FS      | 結果     |
| 2006年1月7日 - 15日 | 全米フィギュアスケート選手権 ジュニアクラス（セントルイス） | 7 41.69 | 8 80.50 | 8 122.19 |

| 2004-2005 シーズン  |                                                             |    |    |      |
| 開催日              | 大会名                                                      | SP | FS | 結果 |
| 2005年1月9日 - 16日 | 全米フィギュアスケート選手権 ノービスクラス（ポートランド） | 4  | 4  | 4    |

## プログラム使用曲
| シーズン  | SP | FS | EX |
| --------- | --- | --- | --- |
| 2016-2017 | | | |
| 2014-2015 | オペラ座の怪人 作曲：アンドルー・ロイド・ウェバー 振付：デヴィッド・ウィルソン                                           | ミュージカル『レ・ミゼラブル』より 作曲：クロード＝ミシェル・シェーンベルク                                                                 | |
| 2013-2014 | オペラ座の怪人 作曲：アンドルー・ロイド・ウェバー 振付：デヴィッド・ウィルソン                                           | 梁山伯と祝英台 作曲：陳鋼、何占豪 振付：デヴィッド・ウィルソン                                                                              | |
| 2012-2013 | 夜明けの翼 作曲：ティム・ジャニス 振付：デヴィッド・ウィルソン                                                           | 誰も寝てはならぬ 作曲：ジャコモ・プッチーニ 振付：デヴィッド・ウィルソン                                                                    | |
| 2011-2012 | 夜明けの翼 作曲：ティム・ジャニス 振付：デヴィッド・ウィルソン                                                           | チェロ協奏曲 ロ短調 作品104 作曲：アントニン・ドヴォルザーク 振付：デヴィッド・ウィルソン                                                   | Defying Gravity ボーカル：グリーキャスト                                                                                           |
| 2010-2011 | リベルタンゴ 作曲：アストル・ピアソラ 振付：デヴィッド・ウィルソン                                                       | チェロ協奏曲 ロ短調 作品104 作曲：アントニン・ドヴォルザーク 振付：デヴィッド・ウィルソン                                                   | |
| 2009-2010 | ツィゴイネルワイゼン 作曲：パブロ・デ・サラサーテ 振付：ローリー・ニコル                                                 | くるみ割り人形 作曲：ピョートル・チャイコフスキー 振付：ローリー・ニコル                                                                    | Lullaby For A Stormy Night 作曲：ヴィエナ・テンIn This Song ボーカル：シャリース・ペンペンコThe Climb ボーカル：マイリー・サイラス |
| 2008-2009 | ラ・バヤデール 作曲：レオン・ミンクス 振付：ローリー・ニコル                                                             | アヴェ・マリア 作曲：フランツ・シューベルト 振付：ローリー・ニコル 眠れる森の美女 作曲：ピョートル・チャイコフスキー 振付：ローリー・ニコル | Lullaby For A Stormy Night 作曲：ヴィエナ・テンRiver 曲：ジョニ・ミッチェル                                                        |
| 2007-2008 | スパニッシュ・ジプシー 作曲：Ray DeTone 振付：トム・ディクソン                                                           | アヴェ・マリア 作曲：フランツ・シューベルト 振付：ローリー・ニコル                                                                          | ボーン・トゥ・トライ 作曲：デルタ・グッドレムウォーキング・オン・サンシャイン 曲：カトリーナ＆ザ・ウェーブズ                       |
| 2006-2007 | オルガ 映画『ラヴェンダーの咲く庭で』より 作曲：ナイジェル・ヘス 演奏：ジョシュア・ベル 振付：カレン・クワン＝オペガード | タイスの瞑想曲 作曲：ジュール・マスネ 振付：カレン・クワン＝オペガード                                                                      | ユー・レイズ・ミー・アップ 曲：ケルティック・ウーマン                                                                              |
| 2005-2006 | 私のお父さん 歌劇『ジャンニ・スキッキ』より 作曲：ジャコモ・プッチーニ 振付：カレン・クワン＝オペガード                  | タイスの瞑想曲 作曲：ジュール・マスネ 振付：カレン・クワン＝オペガード                                                                      | |